# Зимни олимпийски игри 1924
Първите зимни олимпийски игри се провеждат между 25 януари и 5 февруари 1924 г. в подножието на връх Монблан в Шамони, Франция, в същата година, но преди летните олимпийски игри в Париж. Първоначално са проведени под името Международна седмица на зимните спортове и са организирани от Френския олимпийски комитет под патронажа на Международния олимпийски комитет (МОК), но впоследствие са определени от МОК като първите зимни олимпийски игри. 258 спортисти (247 мъже и 14 жени) от 16 страни участват в състезанията. Германия не получава покана за игрите поради Първата световна война, а СССР е изолирана като болшевишка страна.  Жените участват единствено в индивидуалните и отборните състезания по фигурно пързаляне.

## Организация
Въпреки че фигурното пързаляне фигурира в олимпийските програми на Летните олимпийски игри в Лондон през 1908 и в Антверпен през 1920, а хокеят на лед е олимпийски спорт на Олимпиадата в Антверпен, до 1924 г. зимните спортове са винаги ограничени от сезонните условия. През 1921 г. на събрание на МОК в Лозана (Швейцария) е отправен призив за поставяне на зимните спортове в равностойно положение и след дълги дебати е решено да се организира международна седмица на зимните спортове през 1924 г. в Шамони. Основни противници на идеята са Финландия и Норвегия, защото това би понижило престижа на Северните игри, които се провеждат в Скандинавия от 1901 г. 
В Шамони времето преди игрите е студено, но точно преди церемонията по откриването температурите стават положителни и разтапят снега. Малко след това температурата спада до -25 °C, което прави съоръженията заледени и опасни, но въпреки това повечето спортисти вземат участие.
След игрите в Шамони МОК решава да организира зимни олимпийски игри на всеки четири години, които да бъдат независими от оригиналните летни олимпийски игри, и на своя 23-ти конгрес в Прага през 1925 г. обявява, със задна дата, Международната седмица на зимните спортове като първата редовнопроведена зимна олимпиада.

## Състезания
На Олимпиадата се провеждат 16 състезания в 5 спорта. Ските северни дисциплини включват състезания по ски бягане на 18 км и 50 км, ски скокове и северна комбинация (скокове от голяма шанца + 10 км ски бягане) за мъже. Фигурното пързаляне включва състезания за мъже, жени и двойки. Третият спорт е бързо пързаляне с кънки, в който се провеждат стартове на 500, 1500, 5000 и 10000 м, както и комбинация (сбор от всички останали дисциплини) за мъже. Останалите спортове са бобслей (четириместен), военен патрул (предшественик на модерния биатлон), кърлинг и хокей на лед.
Олимпиадата се открива с 500 м бързо пързаляне с кънки; златото взима американецът Чарли Джютроу и по този начин се превръща в първия шампион от зимни олимпийски игри. Финландските и норвежките спортисти доминират на първенството. Финландският кънкьор Клас Тунберг и норвежецът Торлейф Хауг печелят по три златни медала.
Британският отбор по кърлинг, който се състои изцяло от шотландци, печели златен медал, който обаче има статут на демонстрационен медал. През 2006 г. МОК решава, че златният медал на шотландците трябва да получи официален статут.
На 29 януари Соня Хени, която тогава е едва на 11 години, участва в състезанията по фигурно пързаляне за жени. Тя завършва на последно място, но печели много почитатели и на следващите три зимни олимпийски игри взима златни медали.
На 31 януари фигуристът Гил Графстрьом става първият спортист, който успешно защитава своята титла от летните олимпийски игри на бяла олимпиада.
На 2 февруари канадският отбор по хокей на лед, представляван от хокеистите на „Торонто Гранитс“, завършва квалификационния кръг след 4 победи и голова разлика 104:2 срещу отборите на Швейцария, Чехословакия, Швеция и Великобритания.
Канадският отбор по хокей на лед повтаря постижението на Графстрьом и канадците стават последните, които успешно защитават своята титла от летни олимпийски игри на зимна олимпиада. Канада доминира в хокея на лед на първите няколко зимни олимпийски игри, като националният им отбор печели златните медали на шест от първите седем зимни олимпиади.
През 1974 г. норвежки журналист открива в архивните видеозаписи, че в състезанието по ски скокове от трамплин съдиите са дали бронзов медал на норвежеца Торлейф Хауг вместо на американеца Андерс Хоген. Тогава дъщерята на Хауг тържествено предава медала на вече 83-годишния Хоген. 

## Спортове
- Бобслей
- Кърлинг
- Фигурно пързаляне
- Хокей на лед
- Биатлон
- Ски – Северни дисциплини
- Бързо пързаляне с кънки

## Медали
| Витрина |                |       |        |       |      |
| Място   | Държава        | Злато | Сребро | Бронз | Общо |
| 1       | Норвегия       | 4     | 7      | 6     | 17   |
| 2       | Финландия      | 4     | 4      | 3     | 11   |
| 3       | Австрия        | 2     | 1      | -     | 3    |
| 4       | Швейцария      | 2     | -      | 1     | 3    |
| 5       | САЩ            | 1     | 2      | 1     | 4    |
| 6       | Великобритания | 1     | 1      | 2     | 4    |
| 7       | Швеция         | 1     | 1      | -     | 2    |
| 8       | Канада         | 1     | -      | -     | 1    |
| 9       | Франция        | -     | -      | 3     | 3    |
| 10      | Белгия         | -     | -      | 1     | 1    |